# جيزيل لتيي
جيزيل لتيي هي ممثلة برازيلية ومكسيكية، ولدت في 3 أكتوبر 1981 بمدينة مكسيكو في المكسيك.

## أعمال

### أفلام
- (2010) المرتزقة
- (2012) على الطريق[6]

## وصلات خارجية
- جيزيل لتيي على موقع IMDb (الإنجليزية)
- جيزيل لتيي على موقع ميتاكريتيك (الإنجليزية)
- جيزيل لتيي على موقع روتن توميتوز (الإنجليزية)
- جيزيل لتيي على موقع قاعدة بيانات الأفلام العربية
- جيزيل لتيي على موقع ألو سيني (الفرنسية)
- جيزيل لتيي على موقع أول موفي (الإنجليزية)
- جيزيل لتيي على موقع قاعدة بيانات الأفلام السويدية (السويدية)
- جيزيل لتيي على موقع قاعدة بيانات الفيلم (الإنجليزية)
- جيزيل لتيي على موقع ليتربوكسد (الإنجليزية)
- جيزيل لتيي على موقع كينوبويسك (الروسية)